# Strong (Robbie Williams)
Strong è un singolo di Robbie Williams del 1999. È il terzo singolo estratto dal secondo album I've Been Expecting You. Seppure con meno consensi dei precedenti lavori di Williams, il singolo riesce a farsi strada fino alla top 10 di Regno Unito e Nuova Zelanda.

## Tracce
1. "Strong" - 4:38
2. "Let Me Entertain You" [Live at the Brits 1999] - 4:44
3. "Happy Song" - 2:53
4. "Let Me Entertain You" [Live at the Brits 1999 - Enhanced Video]

## Classifiche
| Classifica (1999) | Posizione massima |
| ----------------- | ----------------- |
| Belgio (Fiandre)  | 58                |
| Francia           | 99                |
| Germania          | 68                |
| Irlanda           | 12                |
| Nuova Zelanda     | 9                 |
| Paesi Bassi       | 55                |
| Regno Unito       | 4                 |